# Capela Sfântul Ștefan din Sânzieni
Capela romano-catolică „Sfântul Ștefan” este un monument istoric situat în satul Sânzieni, județul Covasna. Este situată pe dealul Perkő. Clădirea a fost construită în secolele XII – XIII, fiind transformată în anul 1686. Figurează pe noua listă a monumentelor istorice sub cod LMI CV-II-a-A-13267.